# 김계령
김계령(1979년 12월 17일 ~ )은 2004년 하계 올림픽과 2008 년 하계 올림픽에 참가한 한국의 전 농구 선수이다.